# Jean Depassio
François Jean Depassio, zapisywany także jako Jean Depassis (ur. 25 lipca 1855 w Lyonie, zm. 12 kwietnia 1925 tamże) – francuski strzelec, olimpijczyk i medalista mistrzostw świata.
Brał udział w Letnich Igrzyskach Olimpijskich 1908. Wystąpił w dwóch konkurencjach, zajmując 22. miejsce w strzelaniu z pistoletu dowolnego z 50 jardów i 4. pozycję w zawodach drużynowych.
Depassio zdobył dwa medale na mistrzostwach świata. Dwukrotnie został drużynowym brązowym medalistą w pistolecie dowolnym z 50 m (1905, 1907).

## Wyniki

### Igrzyska olimpijskie
| Igrzyska    | Konkurencja                            | Wynik                             | Miejsce | Źródło |
| ----------- | -------------------------------------- | --------------------------------- | ------- | ------ |
| Londyn 1908 | Pistolet dowolny, 50 jardów            | 427 pkt.                          | 22      | [ 3 ]  |
| Londyn 1908 | Pistolet dowolny, 50 jardów, drużynowo | 1750 pkt. (druż.) 411 pkt. (ind.) | 4       | [ 4 ]  |

### Medale mistrzostw świata
Opracowano na podstawie materiałów źródłowych:
| Mistrzostwa   | Konkurencja                       | Wynik                             | Miejsce |
| ------------- | --------------------------------- | --------------------------------- | ------- |
| Bruksela 1905 | Pistolet dowolny, 50 m, drużynowo | 2382 pkt. (druż.) 453 pkt. (ind.) |         |
| Zurych 1907   | Pistolet dowolny, 50 m, drużynowo | 2367 pkt. (druż.) 468 pkt. (ind.) |         |